# Kalu (woreda)
Pour les articles homonymes, voir Kalu.
Kalu est l’un des 105 woredas de la région Amhara, en Éthiopie.